# Czechosłowacki Wojskowy Medal Pamiątkowy
Czechosłowacki Wojskowy Medal Pamiątkowy (cz. Československá vojenská pamětní medaile), znany także pod nazwą: Pamiątkowy Medal Armii Czechosłowackiej za Granicą (cz. Pamětní medaile československé armády v zahraničí) – czechosłowackie odznaczenie wojskowe za zasługi w okresie II wojny światowej. 

## Historia
Odznaczenie zostało ustanowione uchwałą czechosłowackiego rządu emigracyjnego z dnia 15 października 1943  dla wyróżnienia żołnierzy służących w oddziałach czechosłowackich za granicą. Uchwała została uzupełniona 12 lutego 1945 roku, a następnie zatwierdzona przez rząd Czechosłowacji w dniu 1 marca 1946 roku.
Medal posiada jedną klasę, przy czym na wstążce orderowej umieszczane były cztery rodzaje listewek w zależności od miejsca, gdzie formowane były oddziały i gdzie brały udział w walkach (istniała możliwość nadania kilku nakładek jednocześnie). 
Nakładki miały napisy:
- SSSR – ZSRR
- FRANCIE oraz F – Francja
- VELKÁ BRITÁNIE oraz VB – Wielka Brytania
- STŘEDNÍ VÝCHOD oraz SV – Bliski Wschód

## Zasady nadawania
W myśl statutów medal przyznawany był wszystkim żołnierzom służącym w oddziałach czechosłowackich za granicą w latach 1939–1945 przez co najmniej dwa miesiące, do okresu służby zaliczano także okres służby w wojskach innych państw w latach 1939–1945, przed powstaniem oddziałów czechosłowackich.
Medal może być również udzielona cudzoziemcom, którzy walczyli o wyzwolenie Czechosłowacji.
Przy nadaniu medalu określano jakie nakładki mają być nałożone na wstążkę orderową.
Medal nadawał Minister Obrony Narodowej Czechosłowacji.

## Opis odznaki
Odznaka medalu została wykonana z brązu, przedstawia ona wieniec z liści lipy o średnicy 38 mm. Na wieniec ten nałożony był miecz ostrzem skierowany do dołu. Miecz o długości 48 mm wychodził poza obręb wieńca. W dolnej części miecza w miejscu jego skrzyżowania z wieńcem nałożono wykonany z niklu mały herb Czechosłowacji.
Na rewersie na wieńcu widniał napis ČESKOSLOVENSKÁ ARMÁDA V ZAHRANIČÍ (Armia Czechosłowacka za Granicą), a w dolnej części data 1939–1945.
Medal zawieszono na wstążce o szer. 38 mm w kolorze czerwonym, z dwoma czarnymi paskami o szer. 4 mm, umieszczonymi po bokach w odległości 4 mm od krawędzi.
| Baretki Czechosłowackiego Wojskowego Medalu Pamiątkowego | Baretki Czechosłowackiego Wojskowego Medalu Pamiątkowego | Baretki Czechosłowackiego Wojskowego Medalu Pamiątkowego | Baretki Czechosłowackiego Wojskowego Medalu Pamiątkowego | Baretki Czechosłowackiego Wojskowego Medalu Pamiątkowego | Baretki Czechosłowackiego Wojskowego Medalu Pamiątkowego | Baretki Czechosłowackiego Wojskowego Medalu Pamiątkowego |
| -------------------------------------------------------- | -------------------------------------------------------- | -------------------------------------------------------- | -------------------------------------------------------- | -------------------------------------------------------- | -------------------------------------------------------- | -------------------------------------------------------- |
| gładka                                                   | z okuciem „F”                                            | z okuciem „VB”                                           | z okuciami „F” i „VB”                                    | z okuciem „SV”                                           | z okuciem „SSSR”                                         | z okuciami „F”, „VB” i „SSSR”                            |